# Ordina Open 2003
Ordina Open 2003 — тенісний турнір, що проходив на кортах із трав'яним покриттям у Гертогенбосі (Нідерланди). Належав до серії International у рамках Туру ATP 2003, а також серії Tier III в рамках Туру WTA 2003. Тривав з 16 до 22 червня 2003 року. Шенг Схалкен і Кім Клейстерс здобули титул в одиночному розряді.

## Фінальна частина

### Одиночний розряд, чоловіки
Шенг Схалкен —  Арно Клеман 6–3, 6–4
- Для Схалкена це був 1-й титул за рік і 8-й — за кар'єру.

### Одиночний розряд, жінки
Кім Клейстерс —  Жустін Енен-Арденн 6–7(4–7), 3–0 (Henin-Арденн знялася)
- Для Клейстерс це був 4-й титул за сезон і 14-й — за кар'єру.

### Парний розряд, чоловіки
Мартін Дамм /  Цирил Сук —  Доналд Джонсон /  Леандер Паес 7–5, 7–6(7–4)
- Для Дамма це був 2-й титул за сезон і 25-й — за кар'єру. Для сука це був 2-й титул за сезон і 26-й — за кар'єру.

### Парний розряд, жінки
Олена Дементьєва /  Ліна Красноруцька —  Надія Петрова /  Марі П'єрс 2–6, 6–3, 6–4
- Для Дементьєвої це був 2-й титул за сезон і 6-й — за кар'єру. It was Krasnoroutskaya's єдиний титул за сезон і 1-й — за кар'єру.